# CEV Champions League 2008–2009 (damer)
CEV Champions League 2008-2009 utspelade sig mellan 4 november 2008 och 29 mars 2009. Det var den 49:e upplagan av tävlingen och 20 lag från CEV:s medlemsförbund deltog. Volley Bergamo vann tävlingen för sjätte gången genom att besegra ZHVK Dinamo Moskva i finalen. Serena Ortolani utsågs till mest värdefulla spelare och Jekaterina Gamova var bästa poängvinnare.

## Kvalificering
I turneringen deltog 20 lag från de 54 medlemsförbunden i CEV. De olika förbunden deltog ett visst antal klubbar baserat på CEV:s rankinglistan som uppdateras årligen. Länder med högre koefficient fick delta med fler klubbar. För 2008 var fördelningen:
- Position 1 ( Italien): 3 lag
- Position 2-4 ( Frankrike,  Polen,  Ryssland,  Spanien,  Turkiet): 2 lag
- Position 5-7 ( Österrike,  Kroatien,  Nederländerna,  Tjeckien,  Rumänien,  Serbien): 1 lag

Ett wild card tilldelades Turkiet som därigenom fick delta med tre lag.

## Deltagande lag
| - VV Martinus - Türk Telekom GSK - ŽOK Poštar - Volley Bergamo - RC Cannes - CSU Metal Galați - Eczacıbaşı SK - Vakıfbank GS - ZHVK Dinamo Moskva - ASPTT Mulhouse | - CAV Murcia 2005 - MKS Muszyna - VK Zaretje Odintsovo - Pallavolo Sirio Perugia - Robursport Volley Pesaro - PTPS Piła - VK Prostějov - ŽOK Rijeka - Schwechat Post - CV Tenerife |

## Gruppspelsfasen

### Grupper
| Grupp A                                                    | Grupp B                                           | Grupp C                                                  | Grupp D                                                            | Grupp E                                                              |
| ---------------------------------------------------------- | ------------------------------------------------- | -------------------------------------------------------- | ------------------------------------------------------------------ | -------------------------------------------------------------------- |
| ZHVK Dinamo Moskva CAV Murcia 2005 VK Prostějov ŽOK Rijeka | Türk Telekom GSK ŽOK Poštar RC Cannes CV Tenerife | Volley Bergamo CSU Metal Galați Vakıfbank GS MKS Muszyna | VV Martinus VK Zaretje Odintsovo Pallavolo Sirio Perugia PTPS Piła | Eczacıbaşı SK ASPTT Mulhouse Robursport Volley Pesaro Schwechat Post |

### Grupp A

#### Resultat
| Datum    | Mellan                               | Resultat | Set   | Set   | Set   | Set   | Set   | Poäng totalt | Speltid | Åskådare |
| Datum    | Mellan                               | Resultat | 1     | 2     | 3     | 4     | 5     | Poäng totalt | Speltid | Åskådare |
| -------- | ------------------------------------ | -------- | ----- | ----- | ----- | ----- | ----- | ------------ | ------- | -------- |
| 06-11-08 | CAV Murcia 2005 - VK Prostějov       | 2 - 3    | 25:21 | 21:25 | 25:14 | 22:25 | 13:15 | 106 - 100    | 2h:06   | 250      |
| 06-11-08 | ŽOK Rijeka - ZHVK Dinamo Moskva      | 0 - 3    | 20:25 | 17:25 | 19:25 |       |       | 56 - 75      | 1h:16   | 2.750    |
| 12-11-08 | VK Prostějov - ŽOK Rijeka            | 3 - 2    | 25:14 | 24:26 | 23:25 | 25:20 | 15:11 | 112 - 96     | 2h:01   | 1.400    |
| 13-11-08 | ZHVK Dinamo Moskva - CAV Murcia 2005 | 3 - 0    | 25:7  | 25:20 | 25:12 |       |       | 75 - 39      | 1h:02   | 1.500    |
| 09-12-08 | VK Prostějov - ZHVK Dinamo Moskva    | 1 - 3    | 19:25 | 25:23 | 19:25 | 17:25 |       | 80 - 98      | 1h:37   | 1.800    |
| 11-12-08 | CAV Murcia 2005 - ŽOK Rijeka         | 0 - 3    | 22:25 | 22:25 | 16:25 |       |       | 60 - 75      | 1h:21   | 70       |
| 17-12-08 | ŽOK Rijeka - CAV Murcia 2005         | 3 - 0    | 25:19 | 25:21 | 25:21 |       |       | 75 - 61      | 1h:18   | 1.300    |
| 18-12-08 | ZHVK Dinamo Moskva - VK Prostějov    | 3 - 0    | 25:18 | 25:17 | 25:21 |       |       | 75 - 56      | 1h:11   | 2.100    |
| 14-01-09 | ŽOK Rijeka - VK Prostějov            | 3 - 1    | 14:25 | 25:18 | 27:25 | 25:19 |       | 91 - 87      | 1h:40   | 2.300    |
| 15-01-09 | CAV Murcia 2005 - ZHVK Dinamo Moskva | 0 - 3    | 21:25 | 20:25 | 17:25 |       |       | 58 - 75      | 1h:10   | 100      |
| 20-01-09 | ZHVK Dinamo Moskva - ŽOK Rijeka      | 3 - 0    | 25:21 | 25:11 | 25:15 |       |       | 75 - 47      | 1h:04   | 2.500    |
| 20-01-09 | VK Prostějov - CAV Murcia 2005       | 3 - 0    | 25:23 | 25:12 | 25:16 |       |       | 75 - 51      | 1h:11   | 1.400    |

#### Sluttabell
| Pos | Lag                | Poäng | Matcher | Matcher | Matcher   | Set   | Set       | Kvot   | Poäng | Poäng     | Kvot  |
| Pos | Lag                | Poäng | Spelade | Vunna   | Förlorade | Vunna | Förlorade | Kvot   | Vunna | Förlorade | Kvot  |
| --- | ------------------ | ----- | ------- | ------- | --------- | ----- | --------- | ------ | ----- | --------- | ----- |
| 1   | ZHVK Dinamo Moskva | 12    | 6       | 6       | 0         | 18    | 1         | 18.000 | 473   | 336       | 1.408 |
| 2   | ŽOK Rijeka         | 9     | 6       | 3       | 3         | 11    | 10        | 1.100  | 440   | 470       | 0.936 |
| 3   | VK Prostějov       | 9     | 6       | 3       | 3         | 11    | 13        | 0.846  | 510   | 517       | 0.986 |
| 4   | CAV Murcia 2005    | 6     | 6       | 0       | 6         | 2     | 18        | 0.111  | 375   | 475       | 0.789 |

### Grupp B

#### Resultat
| Datum    | Mellan                         | Resultat | Set   | Set   | Set   | Set   | Set   | Poäng totalt | Speltid | Åskådare |
| Datum    | Mellan                         | Resultat | 1     | 2     | 3     | 4     | 5     | Poäng totalt | Speltid | Åskådare |
| -------- | ------------------------------ | -------- | ----- | ----- | ----- | ----- | ----- | ------------ | ------- | -------- |
| 04-11-08 | RC Cannes - ŽOK Poštar         | 3 - 2    | 21:25 | 25:22 | 23:25 | 25:23 | 15:6  | 109 - 101    | 2h:10   | 2.500    |
| 04-11-08 | Türk Telekom GSK - CV Tenerife | 3 - 1    | 25:12 | 22:25 | 25:21 | 25:23 |       | 97 - 81      | 1h:41   | 1.500    |
| 12-11-08 | CV Tenerife - RC Cannes        | 1 - 3    | 13:25 | 22:25 | 29:27 | 22:25 |       | 86 - 102     | 1h:56   | 850      |
| 12-11-08 | ŽOK Poštar - Türk Telekom GSK  | 3 - 0    | 25:18 | 25:21 | 25:22 |       |       | 75 - 61      | 1h:12   | 900      |
| 09-12-08 | RC Cannes - Türk Telekom GSK   | 3 - 1    | 25:21 | 28:26 | 17:25 | 25:21 |       | 95 - 93      | 1h:51   | 2.750    |
| 09-12-08 | ŽOK Poštar - CV Tenerife       | 3 - 0    | 25:16 | 25:20 | 25:19 |       |       | 75 - 55      | 1h:19   | 900      |
| 17-12-08 | CV Tenerife - ŽOK Poštar       | 2 - 3    | 25:23 | 19:25 | 23:25 | 25:21 | 14:16 | 106 - 110    | 2h:12   | 350      |
| 18-12-08 | Türk Telekom GSK - RC Cannes   | 3 - 1    | 25:20 | 26:28 | 25:21 | 25:18 |       | 101 - 87     | 1h:50   | 1.500    |
| 13-01-09 | RC Cannes - CV Tenerife        | 3 - 0    | 25:23 | 25:16 | 25:20 |       |       | 75 - 59      | 1h:18   | 2.500    |
| 14-01-09 | Türk Telekom GSK - ŽOK Poštar  | 3 - 0    | 25:16 | 25:22 | 25:16 |       |       | 75 - 54      | 1h:14   | 1.500    |
| 20-01-09 | CV Tenerife - Türk Telekom GSK | 0 - 3    | 14:25 | 20:25 | 16:25 |       |       | 50 - 75      | 1h:13   | 300      |
| 20-01-09 | ŽOK Poštar - RC Cannes         | 1 - 3    | 16:25 | 25:19 | 23:25 | 22:25 |       | 86 - 94      | 1h:43   | 850      |

#### Sluttabell
| Pos | Lag              | Poäng | Matcher | Matcher | Matcher   | Set   | Set       | Kvot  | Poäng | Poäng     | Kvot  |
| Pos | Lag              | Poäng | Spelade | Vunna   | Förlorade | Vunna | Förlorade | Kvot  | Vunna | Förlorade | Kvot  |
| --- | ---------------- | ----- | ------- | ------- | --------- | ----- | --------- | ----- | ----- | --------- | ----- |
| 1   | RC Cannes        | 11    | 6       | 5       | 1         | 16    | 8         | 2.000 | 562   | 526       | 1.068 |
| 2   | Türk Telekom GSK | 10    | 6       | 4       | 2         | 13    | 8         | 1.625 | 502   | 442       | 1.136 |
| 3   | ŽOK Poštar       | 9     | 6       | 3       | 3         | 12    | 11        | 1.091 | 501   | 500       | 1.002 |
| 4   | CV Tenerife      | 6     | 6       | 0       | 6         | 4     | 18        | 0.222 | 437   | 534       | 0.818 |

### Grupp C

#### Resultat
| Datum    | Mellan                            | Resultat | Set   | Set   | Set   | Set   | Set   | Poäng totalt | Speltid | Åskådare |
| Datum    | Mellan                            | Resultat | 1     | 2     | 3     | 4     | 5     | Poäng totalt | Speltid | Åskådare |
| -------- | --------------------------------- | -------- | ----- | ----- | ----- | ----- | ----- | ------------ | ------- | -------- |
| 05-11-08 | Vakıfbank GS - Volley Bergamo     | 2 - 3    | 18:25 | 25:21 | 23:25 | 25:18 | 12:15 | 103 - 104    | 2h:02   | 1.400    |
| 06-11-08 | MKS Muszyna - CSU Metal Galați    | 0 - 3    | 10:25 | 18:25 | 14:25 |       |       | 42 - 75      | 1h:12   | 800      |
| 11-11-08 | Volley Bergamo - MKS Muszyna      | 1 - 3    | 27:25 | 20:25 | 15:25 | 22:25 |       | 84 - 100     | 1h:50   | 1.500    |
| 12-11-08 | CSU Metal Galați - Vakıfbank GS   | 1 - 3    | 16:25 | 25:21 | 24:26 | 23:25 |       | 88 - 97      | 1h:53   | 1.000    |
| 10-12-08 | CSU Metal Galați - Volley Bergamo | 2 - 3    | 22:25 | 25:14 | 25:15 | 18:25 | 11:15 | 101 - 94     | 1h:52   | 800      |
| 11-12-08 | MKS Muszyna - Vakıfbank GS        | 3 - 0    | 26:24 | 27:25 | 25:20 |       |       | 78 - 69      | 1h:28   | 820      |
| 16-12-08 | Volley Bergamo - CSU Metal Galați | 3 - 0    | 25:21 | 25:18 | 25:23 |       |       | 75 - 62      | 1h:19   | 1.370    |
| 17-12-08 | Vakıfbank GS - MKS Muszyna        | 3 - 2    | 20:25 | 25:14 | 21:25 | 25:22 | 15:11 | 106 - 97     | 2h:01   | 1.100    |
| 14-01-09 | Vakıfbank GS - CSU Metal Galați   | 3 - 1    | 22:25 | 27:25 | 25:14 | 26:24 |       | 100 - 88     | 1h:48   | 750      |
| 15-01-09 | MKS Muszyna - Volley Bergamo      | 0 - 3    | 14:25 | 24:26 | 18:25 |       |       | 56 - 76      | 1h:17   | 950      |
| 20-01-09 | Volley Bergamo - Vakıfbank GS     | 3 - 2    | 26:24 | 21:25 | 25:19 | 26:28 | 15:10 | 113 - 106    | 2h:12   | 1.450    |
| 20-01-09 | CSU Metal Galați - MKS Muszyna    | 1 - 3    | 25:20 | 20:25 | 17:25 | 21:25 |       | 83 - 95      | 1h:44   | 700      |

#### Sluttabell
| Pos | Lag              | Poäng | Matcher | Matcher | Matcher   | Set   | Set       | Kvot  | Poäng | Poäng     | Kvot  |
| Pos | Lag              | Poäng | Spelade | Vunna   | Förlorade | Vunna | Förlorade | Kvot  | Vunna | Förlorade | Kvot  |
| --- | ---------------- | ----- | ------- | ------- | --------- | ----- | --------- | ----- | ----- | --------- | ----- |
| 1   | Volley Bergamo   | 10    | 6       | 5       | 1         | 16    | 9         | 1.778 | 546   | 528       | 1.034 |
| 2   | Vakıfbank GS     | 9     | 6       | 3       | 3         | 13    | 13        | 1.000 | 581   | 568       | 1.023 |
| 3   | MKS Muszyna      | 9     | 6       | 3       | 3         | 11    | 11        | 1.000 | 468   | 493       | 0.949 |
| 4   | CSU Metal Galați | 7     | 6       | 1       | 5         | 8     | 15        | 0.533 | 497   | 503       | 0.988 |

### Grupp D

#### Resultat
| Datum    | Mellan                                         | Resultat | Set   | Set   | Set   | Set   | Set   | Poäng totalt | Speltid | Åskådare |
| Datum    | Mellan                                         | Resultat | 1     | 2     | 3     | 4     | 5     | Poäng totalt | Speltid | Åskådare |
| -------- | ---------------------------------------------- | -------- | ----- | ----- | ----- | ----- | ----- | ------------ | ------- | -------- |
| 05-11-08 | VK Zaretje Odintsovo - VV Martinus             | 3 - 0    | 25:19 | 25:23 | 25:22 |       |       | 75 - 64      | 1h:25   | 1.500    |
| 05-11-08 | Pallavolo Sirio Perugia - PTPS Piła            | 3 - 2    | 23:25 | 21:25 | 25:22 | 25:10 | 17:15 | 111 - 97     | 2h:17   | 850      |
| 11-11-08 | PTPS Piła - VK Zaretje Odintsovo               | 1 - 3    | 25:22 | 24:26 | 20:25 | 26:28 |       | 95 - 101     | 2h:06   | 1.800    |
| 13-11-08 | VV Martinus - Pallavolo Sirio Perugia          | 3 - 2    | 11:25 | 25:23 | 25:23 | 14:25 | 15:11 | 90 - 107     | 2h:03   | 850      |
| 10-12-08 | VK Zaretje Odintsovo - Pallavolo Sirio Perugia | 2 - 3    | 25:15 | 20:25 | 17:25 | 28:26 | 13:15 | 103 - 106    | 2h:01   | 1.800    |
| 12-12-08 | VV Martinus - PTPS Piła                        | 3 - 1    | 25:23 | 17:25 | 28:26 | 25:20 |       | 95 - 94      | 1h:55   | 750      |
| 16-12-08 | PTPS Piła - VV Martinus                        | 3 - 1    | 25:12 | 25:18 | 25:27 | 25:17 |       | 100 - 74     | 1h:45   | 1.500    |
| 17-12-08 | Pallavolo Sirio Perugia - VK Zaretje Odintsovo | 3 - 0    | 25:18 | 25:22 | 25:17 |       |       | 75 - 57      | 1h:17   | 700      |
| 14-01-09 | Pallavolo Sirio Perugia - VV Martinus          | 3 - 0    | 25:17 | 25:17 | 25:21 |       |       | 75 - 55      | 1h:15   | 720      |
| 14-01-09 | VK Zaretje Odintsovo - PTPS Piła               | 0 - 3    | 22:25 | 23:25 | 20:25 |       |       | 65 - 75      | 1h:20   | 1.500    |
| 20-01-09 | PTPS Piła - Pallavolo Sirio Perugia            | 3 - 2    | 25:19 | 21:25 | 20:25 | 25:22 | 15:11 | 106 - 102    | 2h:03   | 2.000    |
| 20-01-09 | VV Martinus - VK Zaretje Odintsovo             | 2 - 3    | 24:26 | 25:23 | 21:25 | 25:17 | 8:15  | 103 - 106    | 2h:09   | 1.000    |

#### Sluttabell
| Pos | Lag                     | Poäng | Matcher | Matcher | Matcher   | Set   | Set       | Kvot  | Poäng | Poäng     | Kvot  |
| Pos | Lag                     | Poäng | Spelade | Vunna   | Förlorade | Vunna | Förlorade | Kvot  | Vunna | Förlorade | Kvot  |
| --- | ----------------------- | ----- | ------- | ------- | --------- | ----- | --------- | ----- | ----- | --------- | ----- |
| 1   | Pallavolo Sirio Perugia | 10    | 6       | 4       | 2         | 16    | 10        | 1.600 | 576   | 508       | 1.134 |
| 2   | PTPS Piła               | 9     | 6       | 3       | 3         | 13    | 12        | 1.083 | 567   | 548       | 1.035 |
| 3   | VK Zaretje Odintsovo    | 9     | 6       | 3       | 3         | 11    | 12        | 0.917 | 507   | 518       | 0.979 |
| 4   | VV Martinus             | 8     | 6       | 2       | 4         | 9     | 15        | 0.600 | 481   | 557       | 0.864 |

### Grupp E

#### Resultat
| Datum    | Mellan                                    | Resultat | Set   | Set   | Set   | Set   | Set   | Poäng totalt | Speltid | Åskådare |
| Datum    | Mellan                                    | Resultat | 1     | 2     | 3     | 4     | 5     | Poäng totalt | Speltid | Åskådare |
| -------- | ----------------------------------------- | -------- | ----- | ----- | ----- | ----- | ----- | ------------ | ------- | -------- |
| 04-11-08 | Robursport Volley Pesaro - Eczacıbaşı SK  | 3 - 0    | 25:20 | 25:16 | 28:26 |       |       | 78 - 62      | 1h:17   | 1.800    |
| 04-11-08 | Schwechat Post - ASPTT Mulhouse           | 3 - 0    | 10:25 | 20:25 | 20:25 |       |       | 50 - 75      | 1h:29   | 980      |
| 11-11-08 | Eczacıbaşı SK - Schwechat Post            | 3 - 2    | 25:10 | 25:23 | 25:27 | 16:25 | 15:11 | 106 - 96     | 2h:00   | 800      |
| 12-11-08 | ASPTT Mulhouse - Robursport Volley Pesaro | 1 - 3    | 13:25 | 25:23 | 8:25  | 21:25 |       | 67 - 98      | 1h:38   | 2.500    |
| 10-12-08 | Robursport Volley Pesaro - Schwechat Post | 3 - 0    | 25:11 | 25:13 | 25:17 |       |       | 75 - 41      | 1h:00   | 1.050    |
| 10-12-08 | Eczacıbaşı SK - ASPTT Mulhouse            | 3 - 1    | 25:14 | 25:23 | 17:25 | 25:12 |       | 92 - 74      | 1h:40   | 950      |
| 17-12-08 | ASPTT Mulhouse - Eczacıbaşı SK            | 2 - 3    | 4:25  | 25:21 | 19:25 | 31:29 | 11:15 | 90 - 115     | 2h:14   | 3.450    |
| 17-12-08 | Schwechat Post - Robursport Volley Pesaro | 0 - 3    | 17:25 | 16:25 | 21:25 |       |       | 54 - 75      | 1h:09   | 920      |
| 13-01-09 | Robursport Volley Pesaro - ASPTT Mulhouse | 3 - 0    | 25:13 | 25:17 | 25:19 |       |       | 75 - 49      | 1h:12   | 480      |
| 14-01-09 | Schwechat Post - Eczacıbaşı SK            | 0 - 3    | 14:25 | 18:25 | 15:25 |       |       | 47 - 75      | 1h:09   | 850      |
| 20-01-09 | ASPTT Mulhouse - Schwechat Post           | 3 - 0    | 25:19 | 25:21 | 25:16 |       |       | 75 - 56      | 1h:12   | 2.000    |
| 20-01-09 | Eczacıbaşı SK - Robursport Volley Pesaro  | 1 - 3    | 20:25 | 25:22 | 17:25 | 21:25 |       | 83 - 97      | 1h:46   | 1.000    |

#### Sluttabell
| Pos | Lag                      | Poäng | Matcher | Matcher | Matcher   | Set   | Set       | Kvot  | Poäng | Poäng     | Kvot  |
| Pos | Lag                      | Poäng | Spelade | Vunna   | Förlorade | Vunna | Förlorade | Kvot  | Vunna | Förlorade | Kvot  |
| --- | ------------------------ | ----- | ------- | ------- | --------- | ----- | --------- | ----- | ----- | --------- | ----- |
| 1   | Robursport Volley Pesaro | 12    | 6       | 6       | 0         | 18    | 2         | 9.000 | 498   | 356       | 1.399 |
| 2   | Eczacıbaşı SK            | 10    | 6       | 4       | 2         | 13    | 11        | 1.182 | 533   | 482       | 1.106 |
| 3   | ASPTT Mulhouse           | 8     | 6       | 2       | 4         | 10    | 12        | 0.833 | 430   | 486       | 0.885 |
| 4   | Schwechat Post           | 6     | 6       | 0       | 6         | 2     | 18        | 0.111 | 344   | 481       | 0.715 |

## Tolftedelsfinal

### Match 1
| Datum    | Mellan                                          | Resultat | Set   | Set   | Set   | Set   | Set  | Poäng totalt | Speltid | Åskådare |
| Datum    | Mellan                                          | Resultat | 1     | 2     | 3     | 4     | 5    | Poäng totalt | Speltid | Åskådare |
| -------- | ----------------------------------------------- | -------- | ----- | ----- | ----- | ----- | ---- | ------------ | ------- | -------- |
| 10-02-08 | RC Cannes - MKS Muszyna                         | 1 - 3    | 23:25 | 25:15 | 22:25 | 15:25 |      | 85 - 90      | 1h:33   | 3.250    |
| 11-02-08 | Türk Telekom GSK - ŽOK Rijeka                   | 3 - 0    | 25:15 | 25:19 | 25:21 |       |      | 75 - 55      | 1h:14   | 1.850    |
| 11-02-08 | ŽOK Poštar - ZHVK Dinamo Moskva                 | 1 - 3    | 25:22 | 22:25 | 17:25 | 20:25 |      | 84 - 97      | 1h:39   | 950      |
| 11-02-08 | Vakıfbank GS - Eczacıbaşı SK                    | 1 - 3    | 21:25 | 16:25 | 25:17 | 16:25 |      | 78 - 92      | 1h:38   | 1.200    |
| 12-02-08 | Robursport Volley Pesaro - VK Zaretje Odintsovo | 3 - 2    | 24:26 | 25:19 | 14:25 | 26:24 | 15:4 | 104 - 98     | 2h:04   | 2.500    |
| 12-02-08 | PTPS Piła - Volley Bergamo                      | 0 - 3    | 23:25 | 17:25 | 23:25 |       |      | 63 - 75      | 1h:21   | 2.000    |

### Match 2
| Datum    | Mellan                                          | Resultat | Set   | Set   | Set   | Set   | Set   | Poäng totalt | Speltid | Åskådare |
| Datum    | Mellan                                          | Resultat | 1     | 2     | 3     | 4     | 5     | Poäng totalt | Speltid | Åskådare |
| -------- | ----------------------------------------------- | -------- | ----- | ----- | ----- | ----- | ----- | ------------ | ------- | -------- |
| 18-02-08 | Volley Bergamo - PTPS Piła                      | 3 - 0    | 25:13 | 25:23 | 25:23 |       |       | 75 - 59      | 1h:18   | 1.060    |
| 19-02-08 | VK Zaretje Odintsovo - Robursport Volley Pesaro | 0 - 3    | 21:25 | 15:25 | 19:25 |       |       | 55 - 75      | 1h:13   | 1.500    |
| 19-02-08 | ŽOK Rijeka - Türk Telekom GSK                   | 0 - 3    | 17:25 | 19:25 | 13:25 |       |       | 49 - 75      | 1h:09   | 1.500    |
| 19-02-08 | ZHVK Dinamo Moskva - ŽOK Poštar                 | 3 - 0    | 25:20 | 25:22 | 25:22 |       |       | 75 - 64      | 1h:14   | 1.950    |
| 19-02-08 | MKS Muszyna - RC Cannes                         | 3 - 1    | 25:23 | 25:22 | 25:27 | 25:18 |       | 100 - 90     | 1h:46   | 1.000    |
| 19-02-08 | Eczacıbaşı SK - Vakıfbank GS                    | 3 - 2    | 24:26 | 25:14 | 27:25 | 23:25 | 15:13 | 114 - 103    | 2h:09   | 1.000    |

### Kvalificerade lag
- Türk Telekom GSK
- Volley Bergamo
- Eczacıbaşı SK
- ZHVK Dinamo Moskva
- MKS Muszyna
- Robursport Volley Pesaro

## Spel om semifinalplatser

### Match 1
| Datum    | Mellan                                    | Resultat | Set   | Set   | Set   | Set   | Set   | Poäng totalt | Speltid | Åskådare |
| Datum    | Mellan                                    | Resultat | 1     | 2     | 3     | 4     | 5     | Poäng totalt | Speltid | Åskådare |
| -------- | ----------------------------------------- | -------- | ----- | ----- | ----- | ----- | ----- | ------------ | ------- | -------- |
| 04-03-09 | Türk Telekom GSK - ZHVK Dinamo Moskva     | 2 - 3    | 25:20 | 18:25 | 25:23 | 23:25 | 13:15 | 104 - 108    | 2h:08   | 2.500    |
| 05-03-09 | Robursport Volley Pesaro - Volley Bergamo | 1 - 3    | 23:25 | 25:21 | 22:25 | 23:25 |       | 93 - 96      | 1h:50   | 3.500    |
| 05-03-09 | MKS Muszyna - Eczacıbaşı SK               | 1 - 3    | 23:25 | 26:24 | 26:28 | 20:25 |       | 95 - 102     | 1h:42   | 1.150    |

### Match 2
| Datum    | Mellan                                    | Resultat | Set   | Set   | Set   | Set   | Set | Poäng totalt | Speltid | Åskådare |
| Datum    | Mellan                                    | Resultat | 1     | 2     | 3     | 4     | 5   | Poäng totalt | Speltid | Åskådare |
| -------- | ----------------------------------------- | -------- | ----- | ----- | ----- | ----- | --- | ------------ | ------- | -------- |
| 11-03-09 | Eczacıbaşı SK - MKS Muszyna               | 3 - 0    | 25:17 | 25:16 | 25:22 |       |     | 75 - 55      | 1h:14   | 1.000    |
| 12-03-09 | Volley Bergamo - Robursport Volley Pesaro | 1 - 3    | 19:25 | 13:25 | 25:23 | 16:25 |     | 73 - 98      | 1h:44   | 2.800    |
| 12-03-09 | ZHVK Dinamo Moskva - Türk Telekom GSK     | 3 - 0    | 25:14 | 25:18 | 25:21 |       |     | 75 - 53      | 1h:14   | 2.000    |

### Kvalificerade lag
- Volley Bergamo (qualificata tramite golden-set)
- Eczacıbaşı SK
- ZHVK Dinamo Moskva
- Pallavolo Sirio Perugia (qualificata di diritto in quanto paese organizzatore)

## Slutspel
Finalspelet (semifinal, match om tredjepris och final) ägde rum i Perugia, Italien i arenan PalaEvangelisti. Semifinalerna spelades den 28 mars och match om tredjepris och final den 29 mars.
Enligt CEV:s regler möts lag från samma land i semifinalerna om de nått så långt. Därför möttes Volley Bergamo och Sirio Perugia i en av semifinalerna.
|  | Semifinaler             | Semifinaler |                |                    | Final                   | Final               |  |
|  |                         |             |                |                    |                         |                     |  |
|  | ZHVK Dinamo Moskva      | 3           |                |                    |                         |                     |  |
|  | ZHVK Dinamo Moskva      | 3           |                |                    |                         |                     |  |
|  | Eczacıbaşı SK           | 0           |                |                    |                         |                     |  |
|  | Eczacıbaşı SK           | 0           |                | ZHVK Dinamo Moskva | 2                       |                     |  |
|  |                         |             |                | ZHVK Dinamo Moskva | 2                       |                     |  |
|  |                         |             | Volley Bergamo | 3                  |                         |                     |  |
|  | Pallavolo Sirio Perugia | 1           | Volley Bergamo | 3                  |                         |                     |  |
|  | Pallavolo Sirio Perugia | 1           |                |                    |                         |                     |  |
|  | Volley Bergamo          | 3           |                |                    | Match om tredjepris     | Match om tredjepris |  |
|  | Volley Bergamo          | 3           |                |                    |                         |                     |  |
|  |                         |             |                |                    |                         |                     |  |
|  |                         |             |                |                    | Eczacıbaşı SK           | 1                   |  |
|  |                         |             |                |                    | Eczacıbaşı SK           | 1                   |  |
|  |                         |             |                |                    | Pallavolo Sirio Perugia | 3                   |  |

### Resultat
| Datum    | Mellan                                   | Resultat | Set   | Set   | Set   | Set   | Set   | Poäng totalt | Speltid | Åskådare |
| Datum    | Mellan                                   | Resultat | 1     | 2     | 3     | 4     | 5     | Poäng totalt | Speltid | Åskådare |
| -------- | ---------------------------------------- | -------- | ----- | ----- | ----- | ----- | ----- | ------------ | ------- | -------- |
| 28-03-09 | ZHVK Dinamo Moskva - Eczacıbaşı SK       | 3 - 0    | 25:16 | 25:16 | 25:23 |       |       | 75 - 55      | 1h:18   | 1.400    |
| 28-03-09 | Pallavolo Sirio Perugia - Volley Bergamo | 1 - 3    | 15:25 | 25:23 | 17:25 | 24:26 |       | 81 - 99      | 1h:46   | 2.800    |
| 29-03-09 | Eczacıbaşı SK - Pallavolo Sirio Perugia  | 1 - 3    | 22:25 | 25:18 | 22:25 | 14:25 |       | 83 - 93      | 1h:51   | 1.900    |
| 29-03-09 | ZHVK Dinamo Moskva - Volley Bergamo      | 2 - 3    | 21:25 | 25:22 | 25:14 | 24:26 | 10:15 | 105 - 102    | 2h:00   | 3.600    |

## Individuella utmärkelser
| Utmärkelse         | Namn                  | Lag                     |
| ------------------ | --------------------- | ----------------------- |
| MVP                | Serena Ortolani       | Volley Bergamo          |
| Bästa poängvinnare | Ekaterina Gamova      | ZHVK Dinamo Moskva      |
| Bästa anfallare    | Simona Gioli          | ZHVK Dinamo Moskva      |
| Bästa blockare     | Yevgeniya Dushkyevich | Pallavolo Sirio Perugia |
| Bästa servare      | Lucia Crisanti        | Pallavolo Sirio Perugia |
| Bästa passare      | Irina Kirillova       | ZHVK Dinamo Moskva      |
| Bästa mottagare    | Kim Willoughby        | Pallavolo Sirio Perugia |
| Bästa libero       | Enrica Merlo          | Volley Bergamo          |